# Sean Lynch (acteur)
Pour les articles homonymes, voir Lynch.
Pour le joueur de rugby homonyme, voir Sean Lynch (rugby à XV).
Sean Lynch, né en 1934 à Londres et mort en 1979 en Espagne, est un acteur britannique.

## Biographie

### Carrière
Au cinéma, Sean Lynch est surtout connu pour son rôle de Slick dans Jeunesse délinquante (Violent Playground) de Basil Dearden, sorti en 1958. Il est aussi le narrateur dans le film One + One de Jean-Luc Godard sorti en 1968.
À la télévision, il joue notamment dans les séries The Adventures of Ben Gunn (en) (1958) et Virgin of the Secret Service (en) (1968).

### Vie personnelle
Il a été marié avec Annie Ross.

## Filmographie partielle

### Cinéma
- 1952 : Cosh Boy (en) de Lewis Gilbert : Darkey
- 1953 : Tropique du désir (en) (Laughing Anne) d'Herbert Wilcox : David
- 1958 : Jeunesse délinquante (Violent Playground) de Basil Dearden : Slick
- 1959 : Innocent Meeting (en) de Godfrey Grayson : Johnny Brent
- 1961 : The Kitchen (en) de James Hill : Dimitri
- 1962 : Les Traîtres (en) de Robert Tronson (en) : « le Traître » / Porter
- 1963 : Farewell Performance (en) de Robert Tronson : Harry
- 1963 : Panic (en) de John Gilling : Tormentor
- 1965 : Le Rebelle de Kandahar (The Brigand of Kandahar) de John Gilling : Rattu
- 1966 : Le Gentleman de Londres (Kaleidoscope) de Jack Smight : un joueur de poker
- 1968 : Wonderwall de Joe Massot : Riley
- 1968 : Sel, Poivre et Dynamite (Salt and Pepper) de Richard Donner : un joueur de blackjack
- 1968 : One + One de Jean-Luc Godard : le narrateur (voix)
- 1971 : Bread de Stanley Long : Danny Brooks
- 1974 : Dead Cert de Tony Richardson : Sid
- 1976 : Centre Terre : 7e Continent (At the Earth's Core) de Kevin Connor : Hoojah

### Télévision

#### Téléfilms
- 1950 : A Christmas Carol : Scrooge enfant / un choriste
- 1980 : The Black Stuff : Brendan

#### Séries télévisées
- 1951 : Midshipman Barney : Barney (2 épisodes)
- 1958 : The Adventures of Ben Gunn (en) : Israel Hands (5 épisodes)
- 1959 : No Hiding Place (en) : Weasel / Pete / Frankie / le soldat Sutton (4 épisodes)
- 1968 : Virgin of the Secret Service (en) : Stikow / Manoel (2 épisodes)
- 1977 : King of the Castle (en) : Lord / Ron (4 épisodes)
- 1978 : Le Club des cinq : Lou (1 épisode)
- 1979 - 1982 : Dick le Rebelle : Thompson / Marco (2 épisodes)